# Dirty Bomb
Pour les articles homonymes, voir Extraction.
Dirty Bomb,, annoncé sous le titre Extraction,, est un jeu vidéo de tir à la première personne multijoueur développé par Splash Damage. Il est sorti en version 1.0 le 28 août 2018.

Le 18 octobre 2018, Splash Damage annonce l'arrêt pur et simple du développement du jeu, estimant "ne pas avoir réussi à en faire un succès".
« Les deux derniers mois ont été très difficiles en matière de décisions sensibles à propos du futur de Dirty Bomb. C’est avec le cœur lourd que, après un dernier build de correction de bugs dans les semaines à venir, nous cesserons le développement et les mises à jour de Dirty Bomb.
Il y avait des défis que nous ne pouvions pas surmonter, et nous n’avons pas pu faire de Dirty Bomb le succès que nous espérions. En fin de compte, nous ne pouvons pas justifier financièrement de continuer à travailler sur le jeu que nous aimons.»
Début 2019, l'équipe de développement sort une ultime mise à jour du jeu qui consiste à arrêter le système de microtransactions. L'intégralité de la boutique in-game peut désormais être obtenue sans débourser le moindre centime. Le jeu est donc depuis entièrement "free-to-play".
Par la même occasion, la bibliothèque du game design (contenant plus de 300 pages de schémas, croquis et d'explications des mécaniques et du lore) est rendue publique.
En mai 2022, Ubisoft annonce l'arrêt de son support d'hébergement i3d qui est utilisé pour maintenir les serveurs communautaires encore actifs sur Dirty Bomb. Celui-ci est programmé pour le mois d'octobre. Dans la foulée, Splash Damage annonce travailler sur une solution pour trouver un nouvel hébergeur.
Le 30 septembre 2022, Splash Damage confirme l'arrêt progressif de tous les serveurs existants à compter du 17 octobre et annonce travailler avec un nouvel hébergeur sans pour autant en préciser le nom.
Le 6 octobre 2022, des essais sont menés sur deux serveurs hébergés par le service Nitrado. Grâce à cette occasion, Il est désormais possible pour la première fois de jouer en deux équipes de 16 joueurs.
Le 11 octobre 2022, le déploiement de nouveaux serveurs hébergés par le service Nitrado est officialisé.

## Synopsis
À la suite d'un attentat radiologique sur Londres, la ville est évacuée et placée sous l'autorité de la CDA (Central Decontamination Agency). Toutefois, un groupe terroriste, les Jackals, veulent profiter de la situation. Pour atteindre leurs objectifs, chaque camp fait lourdement appel à des mercenaires professionnels (incarnés par les joueurs).

## Système de jeu

### Modes de jeu
- Objective : le camp attaquant doit s'emparer de plusieurs objectifs, le camp défendant doit tenter d'empêcher l'action. La durée d'une partie est fixée à un quart d'heure.
- Stopwatch : chaque camp joue à tour de rôle l'attaque et la défense sur une partie d'une durée fixée à une demi-heure (changement d'équipe à la quinzième minute sous forme de mi-partie).

Par le passé, un troisième mode de jeu était également présent : « Exécution ». Mais en raison du faible nombre de joueurs présents sur celui-ci, le mode fut supprimé lors de l'une des dernières mises à jour du jeu. Toutefois, il est encore possible de retrouver ce mode en rotation sur certains serveurs communautaires.
Chaque serveur peut accueillir un maximum de 16 joueurs à raison de 8 joueurs par équipe.

### Mercenaires
Les mercenaires qui s'affrontent sur le champ de bataille sont répartis en cinq catégories :
- Assaut : les mercenaires qui vont au cœur de l'action. Ils sont lourdement armés avec des explosifs (mines, grenades...).
- Ingénieurs : ils remplissent plus rapidement les objectifs et peuvent déployer un soutien technique (tourelle, barricade...).
- Médecins : ils soignent les autres joueurs et apportent un soutien médical (trousses de secours, fusil de réanimation...).
- Appui feu : ils apportent un surcroît de puissance au feu avec des attaques dévastatrices (artillerie, frappe aérienne...).
- Éclaireurs : ils peuvent abattre les adversaires à longue portée et apporter un soutien de reconnaissance (capteur cardiaque, vision thermique...).